# Sabbat
 For alternative betydninger, se Sabbat (flertydig). (Se også artikler, som begynder med Sabbat)
Sabbat (hebr.: שבת, shabbāt, "hvile"; Shabbos eller Shabbes som Ashkenazi-jøder udtaler det), er den ugentlige hviledag i jødedommen og enkelte kristne trosretninger. I den jødiske tradition strækker sabbatsdagen sig fra solnedgang fredag aften indtil solnedgang lørdag aften. I jødedommen findes der detaljerede regler for, hvordan dagen skal forløbe, og hvad man må udføre af arbejde. Reglerne bliver praktiseret på mange forskellige måder blandt jøder og kristne. Syvende Dags Adventistkirken har i deres navn en henvisning til, at de holder sabbat.
Helligholdelsen af sabbatten begrundes bl.a. med, at Gud ifølge skabelsesberetningen i Første Mosebog hvilede på den syvende dag efter at have skabt verden på seks dage, og at den befales i De 10 bud .

## Begreb og oprindelse
De hebræiske substantiver šabbat og šabbaton (š udtales sj) afledes af verbet šbt, der betyder „ophøre, efterlade, afslutte“. I forbindelse med objekter tager det betydningen „ophøre (med noget) = hvile (von etwas) ruhen“ så vel som „fejre“. Kausativt kan det også betyde „lade ophøre“. Det artikelløse nomen šabbat er femininum, står oprindeligt for en fastlagt hviletid og kan også være møntet på jødiske årsfester. Uden for Bibelen er det første gang nævnt på en ostrakon fra 630 f.Kr.: På det har en høstarbejder optalt det arbejde, han har udført „før hviletiden“. Forbundet med hajom (dagen) betegner šabbat i Tanakh regulært den syvende ugedag og blev efterhånden dennes navn. Nomet (šabbat) šabbaton betegner altid den regulære hviledag med totalt arbejdsforbud.

## Fodnoter
1. ↑  Kristen Sabbat - Hvad er det? https://squazz.dk/alt-om-israel/hvad-er-kristen-sabbat/
2. ↑  1. Mos. 2,2-3 Arkiveret 30. september 2007 hos  Wayback Machine
3. ↑  2. Mos. 20,8-11 Arkiveret 30. september 2007 hos  Wayback Machine
4. ↑  auf Pessach: Lev 23,6; 11,15; Rosch Haschana: Lev 23,24; Jom Kippur: Lev 23,32; Sukkot: Lev 23,39
5. ↑  Ex 16,23; 31,15; 35,2; Lev 16,21; 20,3.24.32.39; dazu Erich Spier: Der Sabbat, Berlin 1989, S. 12

- Wikimedia Commons har flere filer relateret til Sabbat

| Religion | Spire Denne religionsartikel er en spire som bør udbygges. Du er velkommen til at hjælpe Wikipedia ved at udvide den. |